# Neu-Ehringsdorf
Neu-Ehringsdorf oder Neuehringsdorf ist ein Ortsteil von Weimar, der westlich von Schloss Belvedere liegt.
Der Ortsteil entstand 1947–49 als Siedlung für Neubauern aus dem Grundbesitz des Rittergutes Ehringsdorf im Zuge der Bodenreform. Es wurden vierzehn neue Höfe gebaut. Diese stehen beidseits der von Weimar-Possendorf abgehenden Stichstraße. Sie sind im verputzten Ziegelmauerwerk errichtet. Der verwendete Haustyp Ohl/Backen hatte Wohnräume, aber auch Stallungen bzw. Scheunen. Das Erscheinungsbild hat sich durch spätere Umbauungen verändert. In Weimar gab es von 1948 bis 1951 eine Lehmbauschule im Gasthof zu Goldenen Schwan, dem heutigen Bienenmuseum in Oberweimar. In der Rainer-Maria-Rilke-Straße und in Neu-Ehringsdorf wurden 1948 Neubauerngehöfte in Lehmbauweise errichtet. Genauere Angaben liegen zum Neubauernhof Neu-Ehringsdorf 13 vor.
Im Bereich von Neu-Ehringsdorf liegen der denkmalgeschützte Lindenhof und der Sender Weimar. Unter den auf der Liste der Naturdenkmale in Weimar befindet u. a.  sich hier das Olympiawäldchen mit einem kleinen Teich.